# دوستت دارم، مرد
دوستت دارم، مرد (انگلیسی: I Love You, Man) یک فیلم در ژانر زوج هنری و کمدی رمانتیک به کارگردانی جان هامبورگ است که در سال ۲۰۰۹ منتشر شد.

## بازیگران
- پل راد
- جیسون سیگل
- رشیدا جونز
- اندی سمبرگ
- جی. کی. سیمونز
- جین کرتین
- جان فاورو
- جیمی پرسلی
- توماس لنون
- جو لو ترولیو
- عزیز انصاری
- لو فریگنو
- کارلا گالو
- ویکی دیویس
- ملیسا راوش
- جاش کوک
- مت والش
- نیک کرول
- پینگ وو